# プラハ・フィルハーモニー管弦楽団

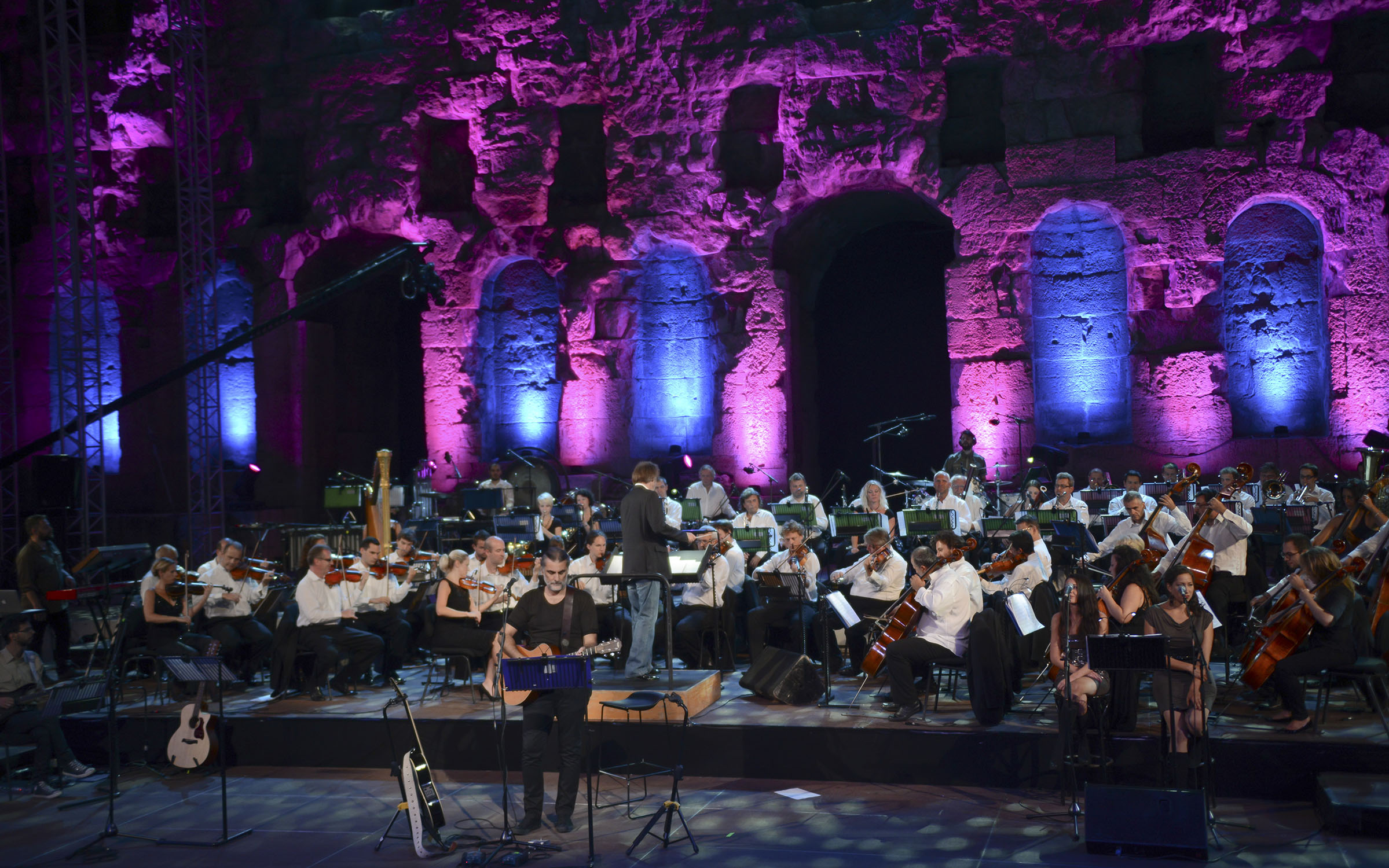
アテネにてフィリッポス・プリアツィカスとの共演

プラハ・フィルハーモニー管弦楽団（チェコ語: Pražský Filharmonický Orchestr；英語: Prague Philharmonic Orchestra）は、チェコのプラハを本拠地とするオーケストラ。

## 沿革
1995年、ドイツ人指揮者フリーデマン・リーレにより設立された。レコーディング・アンサンブルとして数多くの録音を行っている。
ヨナス・カウフマンやソル・ガベッタといった著名なソリストたち、あるいはゲスト指揮者としてポール・テッラチーニとも共演を果たした。リーレ指揮によるスメタナホールでの大晦日コンサート、ウィーン国立歌劇場やドイツのあらゆる主要コンサートホール、アムステルダムのコンセルトヘボウ、ドバイから国際中継されたブルジュ・ハリファなど、世界の名だたるホールで演奏した。

## 録音
デッカ・レコードやEMI、ソニーBMGなどのメジャーレーベルから多くのクラシックアルバムをリリースしたほか、数々の映画音楽の演奏も手掛けている。